# Fińscy arcymistrzowie szachowi
Lista fińskich szachistów, posiadających tytuły arcymistrzów (GM) i arcymistrzyń (WGM), zarówno w grze klasycznej, korespondencyjnej, kompozycji szachowej, jak i w rozwiązywaniu zadań szachowych oraz tytuły arcymistrzów honorowych (HGM), przyznawanych za osiągnięcia w przeszłości. Obejmuje także zawodników, którzy barwy Finlandii reprezentowali tylko w pewnym okresie swojego życia.

## Szachy klasyczne

### arcymistrzowie
| Zawodnicy         | Rok urodzenia | Rok śmierci | Rok nadania | Uwagi          |
| ----------------- | ------------- | ----------- | ----------- | -------------- |
| Eero Böök         | 1910          | 1990        | 1984        | tytuł honorowy |
| Heikki Kallio     | 1980          |             | 2001        |                |
| Tomi Nybäck       | 1985          |             | 2003        |                |
| Yrjö Rantanen     | 1950          |             | 1981        |                |
| Heikki Westerinen | 1944          |             | 1975        |                |
| Jouni Yrjölä      | 1959          |             | 1990        |                |

### arcymistrzynie
| Zawodniczki   | Rok urodzenia | Rok śmierci | Rok nadania | Uwagi                                                |
| ------------- | ------------- | ----------- | ----------- | ---------------------------------------------------- |
| Niina Koskela | 1971          |             | 2006        | w latach 2004–2009 Niina Sammalvuo, obecnie Norwegia |

## Szachy korespondencyjne

### arcymistrzowie
| Zawodnicy         | Rok urodzenia | Rok śmierci | Rok nadania | Uwagi        |
| ----------------- | ------------- | ----------- | ----------- | ------------ |
| Reijo Hiltunen    | ?             |             | 1999        |              |
| Risto Kauranen    | ?             |             | 1977        |              |
| Jaakko Kivimäki   | 1954          |             | 1998        |              |
| Tero Kokkila      | 1968          |             | 1996        | +mistrz FIDE |
| Olli Koskinen     | ?             |             | 1982        |              |
| Auvo Kujala       | 1957          |             | 1991        | +mistrz FIDE |
| Pertti Lehikoinen | 1952          |             | 1985        |              |
| Asko Linna        | 1949          |             | 2006        |              |
| Georg Österman    | 1957          |             | 1994        | +mistrz FIDE |
| Pentti Palmo      | 1935          |             | 1980        |              |
| Heikki Pigg       | ?             |             | 2007        |              |
| Juhani Sorri      | 1941          |             | 1982        | +mistrz FIDE |
| Kari Tikkanen     | 1956          |             | 1999        | +mistrz FIDE |

## Kompozycja szachowa

### arcymistrzowie
| Zawodnicy     | Rok urodzenia | Rok śmierci | Rok nadania | Uwagi |
| ------------- | ------------- | ----------- | ----------- | ----- |
| Unto Heinonen | ?             |             | 2004        |       |

## Rozwiązywanie zadań

### arcymistrzowie
| Zawodnicy         | Rok urodzenia | Rok śmierci | Rok nadania | Uwagi        |
| ----------------- | ------------- | ----------- | ----------- | ------------ |
| Jorma Paavilainen | 1960          |             | 1999        | +mistrz FIDE |
| Pauli Perkonoja   | ?             |             | 1982        |              |
| Kari Valtonen     | ?             |             | 1984        |              |